# Nexus 6
El Nexus 6 és un telèfon intel·ligent de gamma alta desenvolupat per Motorola en col·laboració amb Google. És la sisena versió de la família de telèfons mòbils Nexus. Es caracteritza per la seva pantalla AMOLED amb resolució WQHD de 5,9 polzades i el seu processador Snapdragon 805. Va ser presentat al costat de la tableta Nexus 9 i Android 5.0 Lollipop. És el primer Nexus a superar les cinc polzades de pantalla.

## Programari
El Nexus 6 i la tableta Nexus 9 van ser els primers dispositius a córrer Android 5.0 (Lollipop). Entre les millores que porta la nova versió destaquen:
- Nova interfície d'usuari Material Design.
- Quan la barra de notificacions es llisca cap avall només mostra, efectivament, les notificacions. Si es llisca novament s'accedirà als controls de Wi-Fi, Bluetooth, etc.
- Llanterna nativa.
- Notificacions en pantalla de bloqueig.
- Usuari d'Invitat.
- Dispositius de confiança (el telèfon no sol·licita contrasenya en estar prop d'un telèfon intel·ligent, polsera o similars, prèviament enllaçats).

## Especificacions tècniques
- Panell IPS tàctil capacitiu amb resolució QHD 2k (2560 x 1440 píxels) de 5,96 polzades
- Protecció Corning Gorilla Glass 3.
- Processador Qualcomm Snapdragon 805 (SM-N910S) quad-core a 2,7 Ghz.
- Unitat gràfica (GPU) Adreno 420 a 600 Mhz.
- 3 GB de memòria RAM LPDDR3.
- 32 o 64 GB d'emmagatzematge intern (sense possibilitat d'expansió per MicroSD).
- Càmera posterior de 13 MP (Sony IMX214) amb autofoco, doble flaix LED, estabilització òptica d'imatge (OIS) i captura de video en UHD a 30 fps.
- Càmera frontal de 2 MP.
- Bateria no removible de polímer de liti de 3220 mAh amb càrrega sense fil i ultrarrápida (Quick Charge).
- 82,98 x 159,26 x 10,06 mm; 184 grams.
- Sensors d'il·luminació ambiental, proximitat, Bluetooth LI 4.1,a celerómetro, giroscopi, baròmetre, magnetòmetre, A-GPS GLONASS, MicroUSB 2.0 Slimport, NFC i NanoSIM.